# Tornedalica
Tornedalica är ett bokförlag vars syfte är att publicera forskning och annan litteratur från Nordkalotten och särskilt från Tornedalen. 
Tornedalica etablerades 1962 på initiativ av Erik Weinz, Albert Pekkari, Edvin Mäkitalo och Göran Widmark. Ragnar Lassinantti blev ordförande för Tornedalicas första arbetsgrupp. Den första trycksaken från Tornedalica var en hyllning till William Snell. Böckernas innehåll ska vara av hög kvalitet och ha ett kulturhistoriskt värde för Tornedalen och Nordkalotten. 